# 中日韓統一表意文字筆順表 (一二三序)
中日韓統一表意文字筆順表 (一二三序)，或稱 中日韓統一漢字集筆順表(一二三序)，是按一二三排檢法 (YES Order) 排列的中日韓統一表意文字的筆順列表。一二三序是中日韓統一表意文字 (Unicode區段)，中日韓統一表意文字列表 (4E00–62FF)，中日韓統一表意文字列表 (6300–77FF)，中日韓統一表意文字列表 (7800–8CFF)和中日韓統一表意文字列表 (8D00–9FFF)中採用的傳統部首順序的更簡單替代方案。

## 筆順
筆順指書寫漢字的筆畫順序。

本表中的筆順以“一二三筆畫表”（下一節介紹）表示。這是基於中國國家標準《GB13000.1字符集汉字字序(笔画序)规范》的更準確表達方式。前者用五種筆形數字代碼（1，2，3，4，5），後者用30種筆形。例如，“札”字的筆順分別表示為：
 
```
札（國家規範）: １２３４５
札（一二三）:     ㇐㇑㇓㇔㇟。
```

## 一二三序
一二三序（YES Order）是一種簡化的筆劃排檢法，

無需數算筆畫和歸并筆形。 漢字排序的依據是筆順和一個建立在 Unicode CJK 筆畫表基礎上的「一二三筆畫表」：

```
㇐ ㇕ ㇅ ㇎ ㇡ ㇋ ㇊ ㇍ ㇈ ㇆ ㇇ ㇌ 
 ㇀ ㇑ ㇗ ㇞ ㇉ ㄣ ㇙ ㇄ ㇟ ㇚ ㇓ ㇜ ㇛ ㇢ ㇔ ㇏ ㇂
```

共30個筆畫。

## 中日韓統一表意文字筆順表
這是一個以一二三排檢法排列的20,992個中日韓統一表意文字 (Unicode區段)的筆順列表。 由於表格體積太大不便整體顯示，故分為 4 部分，其連結如下：

- 中日韓統一表意文字筆順表 (一二三序：一),
- 中日韓統一表意文字筆順表 (一二三序：㇑),
- 中日韓統一表意文字筆順表 (一二三序：㇓),
- 中日韓統一表意文字筆順表 (一二三序：㇔)。

本筆順表是基於中國内地的字形和筆順標準排序的。

基於台灣和其他地區標準的版本有待研製。